# Stenocorus fuscodorsalis
Stenocorus fuscodorsalis là một loài bọ cánh cứng trong họ Cerambycidae.